# 布瓦塞 (卡尔瓦多斯省)
布瓦塞（法語：Boissey，法語發音：[bwasɛ] ⓘ）是法国卡尔瓦多斯省的一个旧市镇，属于利雪区。2017年，布瓦塞与临近的12个市镇合并为新市镇欧日地区圣皮埃尔。

## 地理
布瓦塞（49°1'9"N, 0°2'49"E）面积5.28 平方千米，位于法国诺曼底大区卡爾瓦多斯省，该省份为法国西北部沿海省份，北濒大西洋英吉利海峡，东北与滨海塞纳省以海上边界相接，东临厄尔省，南至奧恩省，西与芒什省接壤。
与布瓦塞接壤的市镇（或旧市镇、城区）包括：迪沃河畔布雷特维尔、欧日地区卡斯蒂永、耶维尔、米图瓦、圣玛格丽特-德维耶特、欧日地区维约蓬。

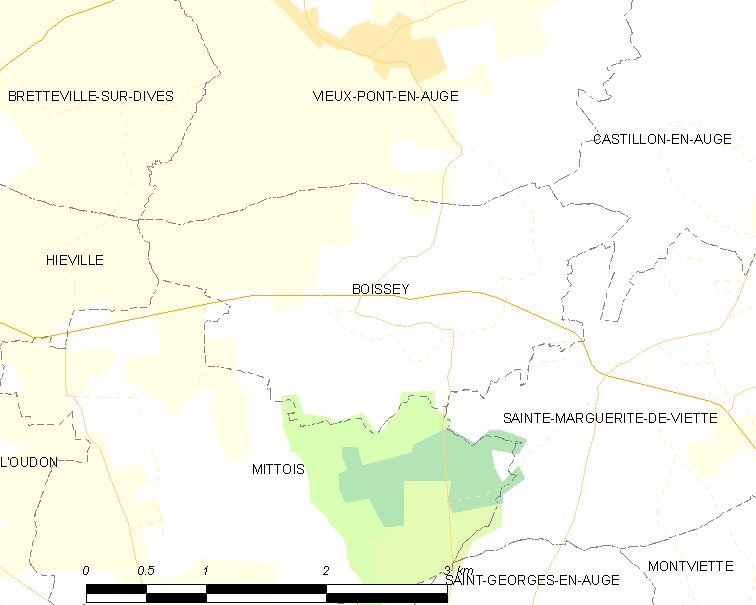
的OSM定位图

布瓦塞的时区为UTC+01:00、UTC+02:00（夏令时）。

## 行政
布瓦塞的邮政编码为14170，INSEE市镇编码为14081。

## 政治
布瓦塞所属的省级选区为利瓦罗派多日县。

## 人口

1962-2008年间人口变化图示

布瓦塞于2018年1月1日时的人口数量为208人。